# فينتشلي سينترال (محطة مترو أنفاق لندن)
فينتشلي سينترال (بالإنجليزية: Finchley Central)‏ هي إحدى محطات مترو أنفاق لندن. تقع على خط نورذيرن أفتتحت في المنطقة (Zone) رقم 4 أفتتحت في 22 أغسطس 1867، 14 أبريل 1940.